# 瞿景白
瞿景白（1906年4月12日—1929年10月），字懋森，曾用名瞿森，瞿秋白的胞弟，行四，江苏省常州市人，中国共产党早期人物。

## 生平
幼时鼻子上生了疮，因为无钱医治，只能任其溃烂，最终成了塌鼻子。在常州读小学。在《新青年》季刊上发表过诗作《知心》（1923年12月20日，第2期）。10岁时母亲因生活所迫自杀，他和姐姐、弟弟瞿坚白投奔杭州伯父家。1921年夏，考入浙江省立第一师范学校。1924年，加入中国共产主义青年团，1925年秋由瞿秋白带往国共两党创办的上海大学学习，1925年在校加入中国共产党。1925年五卅运动中，参加声援游行。被捕后，慷慨陈词，获得当庭无罪释放。五卅运动后，调到上海杨树浦从事工人运动。1925年秋，随兄长瞿秋白进入上海大学读书，学习期间当选为上海大学演说练习会文书。1925年9月至12月，任中国共青团上海地方执行委员会委员、经济斗争委员会书记。1925年12月至1926年4月，出任中国共青团上海地方执行委员会候补委员。1925年12月，任中国共青团杨树浦部委员会书记。1925年至1926年间，由于有塌鼻梁的明显特征，易被认出，多次遭到拘捕。1927年3月，随瞿秋白到汉口工作。4月，参加中国共产党第五次全国代表大会后，负责中共中央常委会和政治局会记录工作。
中共中央召开八七会议，纠正和结束了陈独秀路线。景白参加会议，并进行了大量会务工作。1928年4月，受中共派遣赴苏联，进入莫斯科中山大学学习。6月，中国共产党第六次全国代表大会在莫斯科举行，作为指定及旁听代表参加大会，担任大会秘书处记录科主任，负责大会及各委员会之记录与整理。会后，和担任中共驻共产国际代表团团长的瞿秋白合编《中国职工运动材料汇编》一书，比较系统地总结和介绍中国工人运动概况。1929年，斯大林在苏联发动清党，并牵连到中山大学。王明联合巴威尔·亚历山大洛维奇·米夫攻击瞿秋白，国际中共代表团与二十八个半布尔什维克关系迅速恶化，瞿景白动怒公开反对王明，同年10月，将他的联共预备党员党证退给区党委，同日在莫斯科失踪。其原因是被捕还是自杀，后争议不清。中华人民共和国成立后，得以恢复名誉，被追认为革命烈士。